# Craticulineus novaezealandiae
Craticulineus novaezealandiae är en djurart som tillhör fylumet slemmaskar, och som beskrevs av Gibson 1984. Craticulineus novaezealandiae ingår i släktet Craticulineus och familjen Lineidae.
Artens utbredningsområde är havet kring Nya Zeeland. Inga underarter finns listade i Catalogue of Life.